# Газовая атака в Халабдже
Газовая атака в Халабдже (перс. حمله شیمیایی به حلبچه‎, араб. الهجوم الكيميائي على حلبجة‎) — применение иракскими вооруженными силами 16-17 марта 1988 года химического оружия против гражданского населения города Халабджа, после его захвата иранскими войсками и союзными им иракско-курдскими отрядами пешмерга в ходе ирано-иракской войны. Авиация Ирака подвергла город химической бомбардировке с использованием различных отравляющих веществ: иприта, зарина, табуна, газа VX. Число жертв, принадлежавших почти исключительно к мирному населению, составило, по разным оценкам, от нескольких сотен до семи тысяч человек; обычно приводится цифра в пять тысяч погибших и двадцать тысяч пострадавших. Среди погибших особенно велик процент детей, так как плотность использованных газов выше плотности воздуха, поэтому газ стелился по земле.
Первоначально события в Халабдже не вызвали большого международного резонанса, поскольку в ирано-иракском конфликте симпатии многих стран и международных организаций склонялись на сторону Ирака. Фотографии многочисленных жертв, главным образом женщин и детей, появились преимущественно в иранской прессе. В ряде заявлений официальных лиц США ответственность за химические бомбардировки Халабджи возлагалась на иранскую сторону. Независимые расследования начала 1990-х гг., проведенные Human Rights Watch и другими организациями, сделали версию об иракской ответственности за бомбардировки основной. Эпизод с бомбардировками Халабджи включен в обвинительное заключение по делу Саддама Хуссейна в слушаниях Иракского особого трибунала. Кроме того, 23 декабря 2005 г. состоялось решение суда в Нидерландах, приговорившего к 15 годам тюрьмы Франса ван Анраата, голландского бизнесмена, в 1984—1989 гг. поставлявшего в Ирак сырьё для изготовления химического оружия, — в определении суда бомбардировки Халабджи признаются преступлением режима Хусейна.
Газовая атака в Халабдже считается составной частью так называемого плана Аль-Анфаль — плана действий правительства Ирака против курдского меньшинства, в рамках которого в 1986—1989 гг. производились и другие преступные действия, в том числе химические бомбардировки курдских деревень в апреле 1987 г. Непосредственно руководил операцией двоюродный брат Саддама Хусейна Али Хасан аль-Маджид, после Халабджи получивший прозвище «Химический Али». 17 января 2010 года он был признан иракским судом виновным в бомбардировке Халабджи и Анфале и приговорен к смертной казни через повешение (это был уже четвёртый его смертный приговор). Был повешен спустя несколько дней, 25 января. Сторона пострадавших опротестовала приговор на том основании, что в нём газовая атака не была признана актом геноцида, и в марте 2010 г. иракский Верховный суд официально признал событие актом геноцида.